# Wohlfahrtia pavlovskyi
Wohlfahrtia pavlovskyi är en tvåvingeart som beskrevs av Boris Borisovitsch Rohdendorf 1956. Wohlfahrtia pavlovskyi ingår i släktet Wohlfahrtia och familjen köttflugor.
Artens utbredningsområde är Kazakstan. Inga underarter finns listade i Catalogue of Life.